# Oudan
 Oudan  es una población y comuna francesa, situada en la región de Borgoña, departamento de Nièvre, en el distrito de Clamecy y cantón de Varzy.

## Demografía
| 188 | 164 | 141 | 113 | 107 | 114 |
| Para los censos de 1962 a 1999 la población legal corresponde a la población sin duplicidades (Fuente: INSEE [Consultar]) |     |     |     |     |     |